# Estación de Ekeren
La estación de Ekeren es una estación de tren belga situada en Amberes, en la provincia de Amberes, región Flamenca.
Pertenece a la línea  de S-Trein Antwerpen.

## Situación ferroviaria
La estación se encuentra en la línea línea 12 (Amberes-Essen-frontera).

## Intermodalidad
| Ekeren Station                                                                                     |                        |
| Autobuses de Amberes                                                                               |                        |
| -------------------------------------------------------------------------------------------------- | ---------------------- |
| \| Línea \| Recorrido \| \| ----- \| ---------------------- \| \| 730 \| Antwerpen ↔ Brasschaat \| |                        |
| Línea                                                                                              | Recorrido              |
| 730                                                                                                | Antwerpen ↔ Brasschaat |